# Télévision Algérienne
La Televisió Algeriana (àrab: التلفزيون الجزائري, at-Tilifizyūn al-Jazāʾirī; francès: Télévision Algérienne) és el primer canal públic generalista algerià del grup EPTV, juntament amb Canal Algérie, Algérie 3 i Coran TV 5.
La TF1 va començar les emissions de la televisió algeriana el 24 de desembre de 1956 en els departaments francesos d'Algèria inaugurant el seu primer transmissor de televisió de norma VHF de 819 línies instal·lades a Matifou, al davant d'Alger, a quinze quilòmetres de distància.